# 1 Pułk Artylerii Przeciwlotniczej Lekkiej (PSZ)

Sztandar pułku

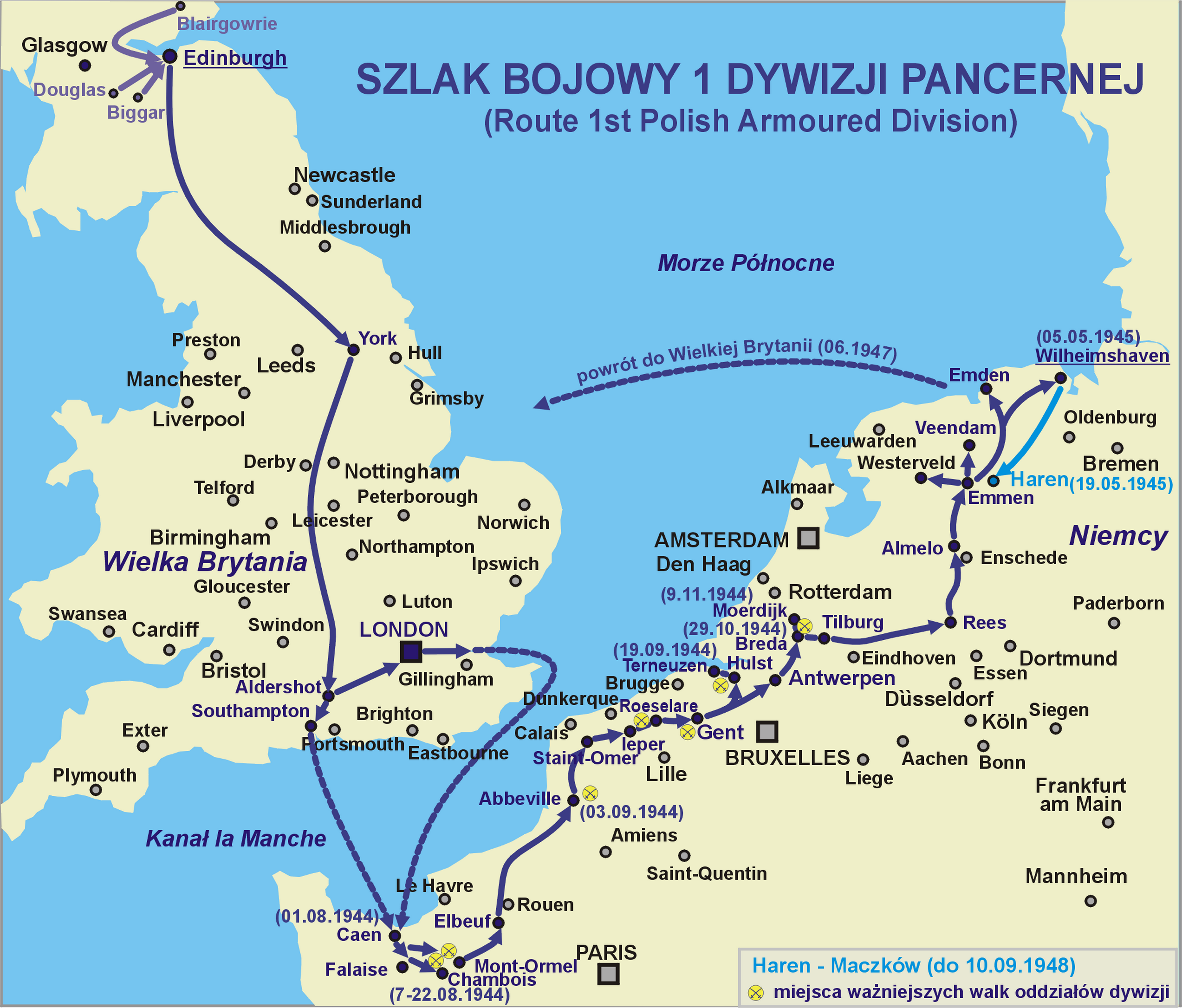
Szlak bojowy pułku w składzie 1 DPanc

1 Pułk Artylerii Przeciwlotniczej Lekkiej (1 paplot) – oddział artylerii przeciwlotniczej Polskich Sił Zbrojnych.
Pułk sformowany został 27 czerwca 1943, w składzie 1 Dywizji Pancernej. Jednostka zorganizowana została z żołnierzy wszystkich pododdziałów artylerii przeciwlotniczej znajdujących się na terenie Wielkiej Brytanii.

## Historia, formowanie i zmiany organizacyjne
Tradycjami nawiązywał do Zgrupowania Artylerii Przeciwlotniczej, utworzonego we Francji w listopadzie 1939 i ewakuowanego do Wielkiej Brytanii w czerwcu 1940. Formowanie 1 Pułku Artylerii Przeciwlotniczej Lekkiej rozpoczęto w czerwcu 1942 roku. I dywizjon powstał w oparciu o 1 baterię art. plot lekkiej ze składu 1 Brygady Strzelców, II dywizjon w oparciu o 2 baterię art. plot ciężkiej ze składu 1 dywizjonu artylerii plot. ciężkiej podlegającego bezpośrednio 1 Korpusowi Polskiemu, natomiast III dywizjon sformowano z 10 baterii plot. lekkiej 10 BKPanc.. 10 bateria przeciwlotnicza brała udział w kampanii francuskiej 1940 w składzie 10 Brygady Kawalerii Pancernej. Po częściowym skompletowaniu pułku rozpoczęto intensywne szkolenie, w 1942 roku 160 żołnierzy przeszkolono w Centralnym Kursie Kierowców 1 DPanc., 36 na kursie radiotelegrafistów. Pomiędzy 30 grudnia 1942 r., a 12 stycznia 1943 r. pułk odbył przeszkolenie w brytyjskim ośrodku przeszkolenia artylerii przeciwlotniczej w Clavton-on-See w Esseksie. Ponadto 90 żołnierzy z pułku w styczniu 1943 roku zostało wysłanych do Armii Polskiej na Wschodzie jako instruktorzy w tworzonych tam czterech pułkach przeciwlotniczych. Etat pułku jaki obowiązywał: 50 oficerów, 349 podoficerów i 496 szeregowców, pułk składał się z trzech dywizjonów po trzy baterie z 6-cioma działami każdy. Ponadto na wyposażeniu miał posiadać 194 pojazdy, w tym 54 ciągniki artyleryjskie i 65 motocykle. Początkowo pułk posiadał po dwie baterie w dywizjonach, trzecie sformowano w maju 1943 roku. W 1943 pułk brał udział w obronie przeciwlotniczej portu Tilbury i ujścia Tamizy. Swoje święto obchodził 8 sierpnia, w rocznicę wejścia pułku do działań wojennych w ramach 1 Dywizji Pancernej. W październiku 1943 roku 1, 4 i 7 bateria otrzymały samobieżne armaty przeciwlotnicze kal. 40 mm na podwoziu MC C9/B

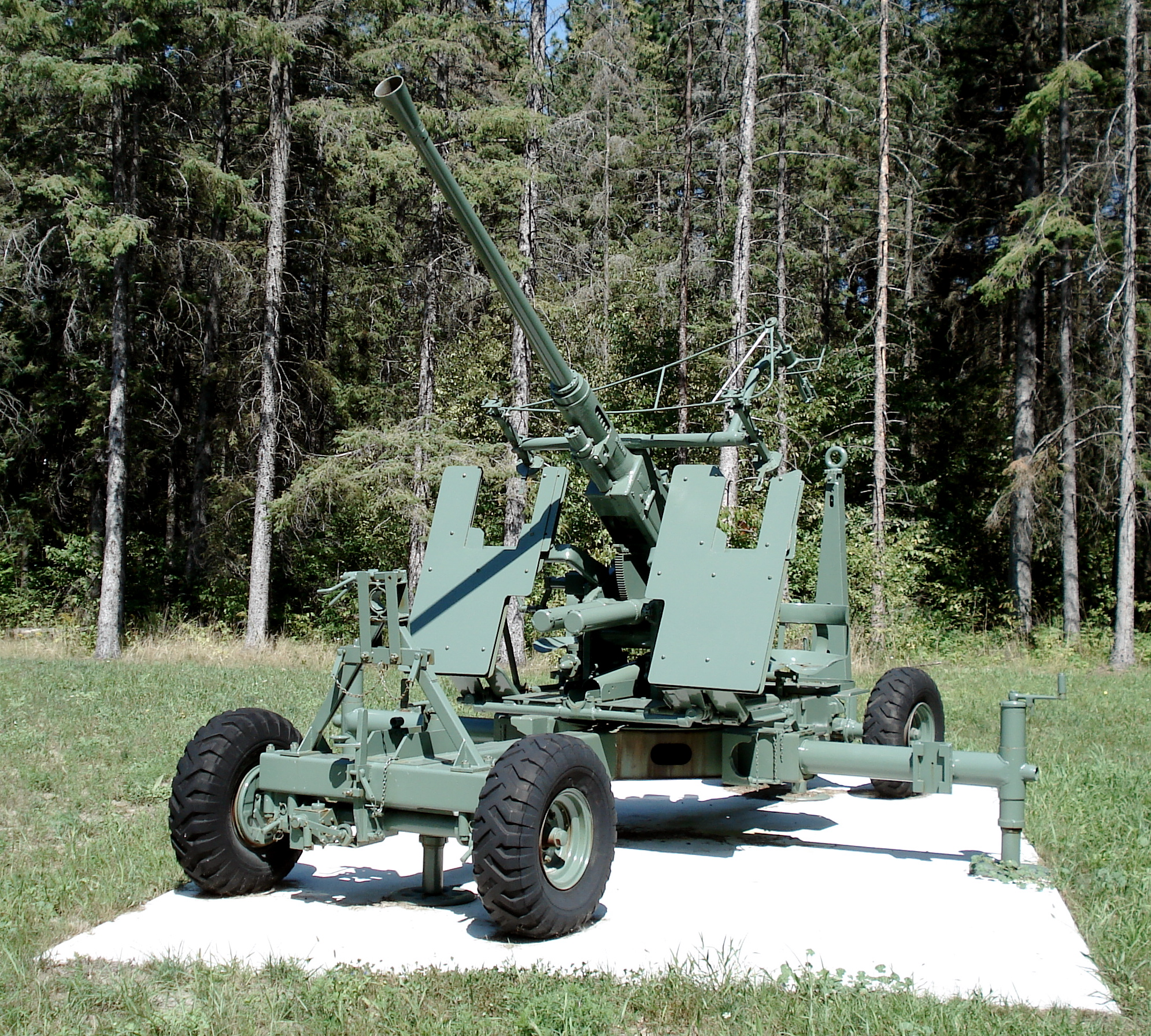
Bofors - 54 takie działa posiadał pułk

8 sierpnia 1992 tradycje 1 Pułku Artylerii Przeciwlotniczej Lekkiej przejął 66 Pułk Artylerii Przeciwlotniczej w Bolesławcu, który jednocześnie przemianowany został na 11 Pułk Przeciwlotniczy. W 1998 rozformowany został 11 Bolesławiecki Pułk Przeciwlotniczy, w związku z czym tradycje 1 Pułku Artylerii Przeciwlotniczej Lekkiej przejął 4 Zielonogórski Pułk Przeciwlotniczy w Czerwieńsku.

## Działania bojowe pułku
1 pułk artylerii przeciwlotniczej został przetransportowany do Francji w trzech rzutach i lądował na kontynencie 29-31 lipca 1944 roku. Lądowanie odbyło się sprawnie i bez strat, a pododdziały pułku przemieściły się do miejsca postoju w Meuvaines, gdzie pozostały przez kolejne dni. Dowódca pułku mjr Olgierd Eminowicz meldował dowódcy dywizji, że w dniu lądowania na stanie pułku znajdowało się 307 pojazdów mechanicznych, w tym 54 armaty przeciwlotnicze. 

### Bitwa w Normandii
Od 7 sierpnia pułk został rozdzielony do osłony i obrony plot. istotnych elementów ugrupowania dywizji. III dywizjon do Oddziałów Kwatermistrzowskich dywizji, II dywizjon do 3 Brygady Strzelców, 3/I bateria do Kwatery Głównej dywizji, 2/I bateria do 10 BKPanc. i 1/I bateria do przydzielonego kanadyjskiego pułku artylerii średniej. W dniach bitwy o przełamanie obrony niemieckiej pomiędzy 8 a 12 sierpnia pułk ochraniał dywizjonami i bateriami newralgiczne rejony dywizji. 14 sierpnia 1944 roku 1 paplot. poniósł straty w wyniku omyłkowego zbombardowania przez brytyjskie lotnictwo bombowe ugrupowania 1 DPanc. W nocy 15/16 sierpnia I dywizjon odparł nocne bombardowanie pozycji oddziałów dywizji, na przyczółku Jort przez samoloty niemieckie. W wyniku walki 1 bateria zgłosiła zestrzelenie 3 samolotów niemieckich, ponosząc straty 1 poległego i 3 rannych.. Przez okres walk o Falaise dywizjony i baterie pułku ochraniały organa kwatermistrzowskie, składy oraz kwatery główne dywizji i brygad oraz stanowiska ogniowe artylerii dywizyjnej. Podczas tych działań pułk prowadził wielokrotnie ogień do celów naziemnych. 23 sierpnia pułk odchodzi na odpoczynek na zaplecze frontu. 

### Walki na pograniczu belgijsko-holenderskim
W trakcie walk na pograniczu pułk ochraniał głównie organa kwatermistrzowskie dywizji i sztaby i dowództwa dywizji. Zwalczał latające pociski V1, ochraniał miasta i porty na pograniczu Belgii i Holandii. 

### Obrona i dozorowanie odcinka frontu nad Mozą
Pułk w ramach dozorowania rzeki Mozy wystawił na odcinku 10 BKPanc. w charakterze piechoty jeden do dwóch rotacyjnie zmieniających się dywizjonów. Resztą sił zwalczał latające pociski V1, ochraniał miasta i porty na pograniczu Belgii i Holandii np. Bredę i Antwerpię. 

### Walki we wschodniej Holandii i w Niemczech
Od 14 do 20 kwietnia pułk uczestniczył w walkach nad Küsten Kanal. 

## Przeciwlotnicy po wojnie
5 maja o godz. 8.00 1 pułk artylerii przeciwlotniczej zakończył prowadzenie działań bojowych oraz podjął służbę okupacyjną. Działania okupacyjne na tym terenie pułk pełnił do 20 maja 1945 roku. Zadaniem jego było oczyszczanie terenu z niedobitków, rozbrajanie osób i terenu z broni i amunicji, wyłapywanie przebranych żołnierzy i funkcjonariuszy hitlerowskich, egzekwowanie zarządzeń i warunków kapitulacji w tym ustalonej godziny policyjnej. W trakcie walk we Francji, Belgii, Holandii i na terenie Niemiec z szeregów pułku poległo 20 żołnierzy, 76 zostało rannych, a 2 zaginęło. Utracono jako zniszczonych 33 pojazdów, 8 dział 40 mm Bofors. Wzięto do niewoli 262 jeńców. Zestrzelono 9 samolotów na pewno, 4 prawdopodobnie, 9 bomb latających V1, zniszczono 3 samochody pancerne. Otrzymano odznaczeń polskich: 8 Krzyży VM Vkl, 64 KW, 89 KZ z M, zagranicznych: 1 DSO, 1 MM, 2 Croix de Guerre, 5 Bronze Star Medal i inne.

## Żołnierze pułku
Dowódcy pułku
- ppłk art. Marian Jurecki (30 VI 1942 - 19 XI 1943[10])
- ppłk art. Olgierd Eminowicz (do 8 VIII 1944)
- mjr art. Witold Berendt (do 10 VI 1947)

Obsada personalna w czerwcu–sierpniu 1944
- dowódca pułku – mjr art. Olgierd Eminowicz
- I zastępca dowódcy pułku – mjr art. Witold Berendt (KW)
- adiutant – por. art. Zygmunt Celichowski
- oficer zwiadowczy – ppor. art. Witold Gajewski
- oficer łączności – ppor. łącz. Emil Hajek Garczyński z 2 szwadronu łączności
- II zastępca dowódcy pułku – kpt. art. Stefan Dąbrowski
- oficer gospodarczy – por. int. Piotr Krawczyk
- oficer techniczno-materiałowy – por. art. Stanisław Szukało
- oficer zaopatrzenia – por. art. Bronisław Nieduszyński
- lekarz – kpt. lek. Józef Skotarek (KW)

- dowódca I dywizjonu – mjr art. Józef Grabski (KW po raz drugi)
- zastępca dowódcy – kpt. art. Edward Złotnik
- dowódca 1 baterii – por. art. Eugeniusz Kostelecki
- dowódca 2 baterii – por. art. Zbigniew Giżycki
- dowódca 3 baterii – por. art. Wacław Dudek

- dowódca II dywizjonu – kpt. art. Czesław Charzewski
- zastępca dowódcy – kpt. art. Tytus Jakubowski
- dowódca 4 baterii – por. art. Henryk Kątny
- dowódca 5 baterii – ppor. art. Marek Kozłowski
- dowódca 6 baterii – por. art. Eugeniusz Kochańczyk

- dowódca III dywizjonu – mjr art. Borys Godunow
- zastępca dowódcy – por. art. Kazimierz Nosalik
- dowódca 7 baterii – por. art. Zenon Lebelt[a]
- dowódca 8 baterii – por. art. Bolesław Lewicki
- dowódca 9 baterii – por. art. Wojciech Ludwig

## Symbole pułku
Sztandar
Sztandar został ufundowany przez gminę belgijską Exaarde i wręczony pułkowi 7 kwietnia 1946.
Na tarczach - wizerunek Matki Boskiej Częstochowskiej i św. Barbary oraz herb miasta Exaarde i odznaka pułkowa. Na czerwonym tle kraje i daty kampanii wojennych.
Obecnie sztandar eksponowany jest w Instytucie Polskim i Muzeum im. gen. Sikorskiego w Londynie.
Odznaka specjalna
Herb gminy Exarde
Proporczyk
Zielony z paskiem żółtym pośrodku.